# كرهي خدابخش
كرهي خودابخش (بالسندية: ڳڙهي خدابخش)‏ ، (بالأردوية: گڑھی خدا بخش)‏ هي قرية في راتوديرو تالوكا بالقرب من ناوديرو، في منطقة لاركانا بمقاطعة السند في باكستان. وهو معروف باحتوائه على المقبرة العائلية لعائلة بوتو، دُفن بها ذو الفقار ومرتضى وبينظير بوتو. وهم مدفونون في الضريح الذي أسسه خودا بخش خان بوتو أحد الإقطاعيين الذين ترأسوا عشيرة بوتو.
بعد تسعة أيام من أول محاولة اغتيال ضد بينظير بوتو بعد عودتها من المنفى، وصلت بينظير بوتو إلى القرية وسط إجراءات أمنية مشددة لزيارة ضريح والدها، وكان في استقبالها 4000 من أنصار القرية.
بعد شهرين في 28 ديسمبر، بعد اغتيالها، دفنت في الضريح حيث تجمع مئات الآلاف من المعزين. في العام التالي في عيد ميلادها الخامس والخمسين، رتب نشطاء الحزب مناسبة لتكريمها في القرية.